# Leucania rufatypica
Leucania rufatypica är en fjärilsart som beskrevs av Tutt 1904. Leucania rufatypica ingår i släktet Leucania och familjen nattflyn. Inga underarter finns listade i Catalogue of Life.